# Kulladals BK
Kulladals BK var en fotbollsförening från Kulladal, Malmö. Föreningen bildades 1930. Föreningen spelade sin sista säsong, 1937-1938, i Malmöserien Division 1.